# Texas (Band)/Diskografie
Diese Diskografie ist eine Übersicht über die musikalischen Werke der britischen Popband Texas. Den Schallplattenauszeichnungen zufolge hat sie bisher mehr als 12,1 Millionen Tonträger verkauft, davon alleine in ihrer Heimat über 6,7 Millionen. Ihre erfolgreichste Veröffentlichung ist die erste Kompilation The Greatest Hits mit über drei Millionen verkauften Einheiten.

## Alben

### Studioalben
| Jahr | Titel                     | Höchstplatzierung, Gesamtwochen, AuszeichnungChartplatzierungen (Jahr, Titel, Platzierungen, Wochen, Auszeichnungen, Anmerkungen) | Höchstplatzierung, Gesamtwochen, AuszeichnungChartplatzierungen (Jahr, Titel, Platzierungen, Wochen, Auszeichnungen, Anmerkungen) | Höchstplatzierung, Gesamtwochen, AuszeichnungChartplatzierungen (Jahr, Titel, Platzierungen, Wochen, Auszeichnungen, Anmerkungen) | Höchstplatzierung, Gesamtwochen, AuszeichnungChartplatzierungen (Jahr, Titel, Platzierungen, Wochen, Auszeichnungen, Anmerkungen) | Höchstplatzierung, Gesamtwochen, AuszeichnungChartplatzierungen (Jahr, Titel, Platzierungen, Wochen, Auszeichnungen, Anmerkungen) | Anmerkungen                                                 |
| Jahr | Titel                     | DE | AT | CH | UK | US | Anmerkungen                                                 |
| ---- | ------------------------- | --- | --- | --- | --- | --- | ----------------------------------------------------------- |
| 1989 | Southside                 | DE22 (16 Wo.)DE | — | CH1 Platin · (22 Wo.)CH | UK3 Gold · (32 Wo.)UK | US88 (16 Wo.)US | Erstveröffentlichung: 1. März 1989 Verkäufe: + 690.000      |
| 1991 | Mothers Heaven            | DE39 (7 Wo.)DE | — | CH17 Gold · (8 Wo.)CH | UK32 (4 Wo.)UK | — | Erstveröffentlichung: 8. Oktober 1991 Verkäufe: + 225.000   |
| 1993 | Ricks Road                | — | — | CH14 (8 Wo.)CH | UK18 Silber · (2 Wo.)UK | — | Erstveröffentlichung: 13. November 1993 Verkäufe: + 310.000 |
| 1997 | White on Blonde           | DE44 (8 Wo.)DE | AT32 (12 Wo.)AT | CH25 Platin · (14 Wo.)CH | UK1 ×6Sechsfachplatin · (112 Wo.)UK                                                                                               | — | Erstveröffentlichung: 3. Februar 1997 Verkäufe: + 3.007.500 |
| 1999 | The Hush                  | DE7 Gold · (37 Wo.)DE | AT11 (19 Wo.)AT | CH5 Platin · (42 Wo.)CH | UK1 ×3Dreifachplatin · (53 Wo.)UK                                                                                                 | — | Erstveröffentlichung: 10. Mai 1999 Verkäufe: + 2.015.000    |
| 2003 | Careful What You Wish For | DE25 (3 Wo.)DE | AT46 (3 Wo.)AT | CH6 Gold · (6 Wo.)CH | UK5 Gold · (8 Wo.)UK | — | Erstveröffentlichung: 20. Oktober 2003 Verkäufe: + 120.000  |
| 2005 | Red Book                  | DE43 (2 Wo.)DE | — | CH10 (6 Wo.)CH | UK16 Gold · (14 Wo.)UK | — | Erstveröffentlichung: 7. November 2005 Verkäufe: + 100.000  |
| 2013 | The Conversation          | DE38 (2 Wo.)DE | — | CH7 (18 Wo.)CH | UK4 Gold · (17 Wo.)UK | — | Erstveröffentlichung: 17. Mai 2013 Verkäufe: + 200.000      |
| 2017 | Jump on Board             | DE63 (1 Wo.)DE | — | CH12 (8 Wo.)CH | UK6 (6 Wo.)UK | — | Erstveröffentlichung: 21. April 2017 Verkäufe: + 50.000     |
| 2021 | Hi                        | DE32 (1 Wo.)DE | — | CH5 (6 Wo.)CH | UK3 (3 Wo.)UK | — | Erstveröffentlichung: 28. Mai 2021                          |

### Kompilationen
| Jahr | Titel                      | Höchstplatzierung, Gesamtwochen, AuszeichnungChartplatzierungen (Jahr, Titel, Platzierungen, Wochen, Auszeichnungen, Anmerkungen) | Höchstplatzierung, Gesamtwochen, AuszeichnungChartplatzierungen (Jahr, Titel, Platzierungen, Wochen, Auszeichnungen, Anmerkungen) | Höchstplatzierung, Gesamtwochen, AuszeichnungChartplatzierungen (Jahr, Titel, Platzierungen, Wochen, Auszeichnungen, Anmerkungen) | Höchstplatzierung, Gesamtwochen, AuszeichnungChartplatzierungen (Jahr, Titel, Platzierungen, Wochen, Auszeichnungen, Anmerkungen) | Höchstplatzierung, Gesamtwochen, AuszeichnungChartplatzierungen (Jahr, Titel, Platzierungen, Wochen, Auszeichnungen, Anmerkungen) | Anmerkungen                                                  |
| Jahr | Titel                      | DE | AT | CH | UK | US | Anmerkungen                                                  |
| ---- | -------------------------- | --- | --- | --- | --- | --- | ------------------------------------------------------------ |
| 2000 | The Greatest Hits          | DE11 Gold · (15 Wo.)DE | AT7 (19 Wo.)AT | CH6 ×2Doppelplatin · (51 Wo.)CH                                                                                                   | UK1 ×6Sechsfachplatin · (63 Wo.)UK                                                                                                | — | Erstveröffentlichung: 23. Oktober 2000 Verkäufe: + 3.015.000 |
| 2015 | Texas 25                   | — | — | CH32 (5 Wo.)CH | UK5 Silber · (6 Wo.)UK | — | Erstveröffentlichung: 16. Februar 2015 Verkäufe: + 75.000    |
| 2023 | The Very Best of 1989–2023 | DE74 (1 Wo.)DE | — | CH66 (1 Wo.)CH | UK6 Silber · (2 Wo.)UK | — | Erstveröffentlichung: 16. Juni 2023 Verkäufe: + 60.000       |

Weitere Kompilationen
- 2004: I Don’t Want a Lover
- 2007: The BBC Sessions
- 2012: Say What You Want: The Collection (Verkäufe: + 60.000; UK: Silber)

### EPs
- 1989: Everyday Now
- 1991: Extracts from Mothers Heaven

## Singles

### Als Leadmusiker
| Jahr | Titel Album                                     | Höchstplatzierung, Gesamtwochen, AuszeichnungChartplatzierungen (Jahr, Titel, Album, Platzierungen, Wochen, Auszeichnungen, Anmerkungen) | Höchstplatzierung, Gesamtwochen, AuszeichnungChartplatzierungen (Jahr, Titel, Album, Platzierungen, Wochen, Auszeichnungen, Anmerkungen) | Höchstplatzierung, Gesamtwochen, AuszeichnungChartplatzierungen (Jahr, Titel, Album, Platzierungen, Wochen, Auszeichnungen, Anmerkungen) | Höchstplatzierung, Gesamtwochen, AuszeichnungChartplatzierungen (Jahr, Titel, Album, Platzierungen, Wochen, Auszeichnungen, Anmerkungen) | Höchstplatzierung, Gesamtwochen, AuszeichnungChartplatzierungen (Jahr, Titel, Album, Platzierungen, Wochen, Auszeichnungen, Anmerkungen) | Anmerkungen                                                    |
| Jahr | Titel Album                                     | DE | AT | CH | UK | US | Anmerkungen                                                    |
| ---- | ----------------------------------------------- | --- | --- | --- | --- | --- | -------------------------------------------------------------- |
| 1989 | I Don’t Want a Lover Southside                  | DE18 (15 Wo.)DE | AT9 (12 Wo.)AT | CH3 (15 Wo.)CH | UK8 Silber · (11 Wo.)UK | US77 (6 Wo.)US | Erstveröffentlichung: Januar 1989 Verkäufe: + 235.000          |
| 1989 | Thrill Has Gone Southside                       | DE73 (1 Wo.)DE | — | — | UK60 (3 Wo.)UK | — | Erstveröffentlichung: April 1989                               |
| 1989 | Everyday Now Southside                          | — | — | — | UK44 (5 Wo.)UK | — | Erstveröffentlichung: August 1989                              |
| 1989 | Prayer for You Southside                        | — | — | — | UK73 (3 Wo.)UK | — | Erstveröffentlichung: November 1989                            |
| 1991 | Why Believe in You Mothers Heaven               | — | — | — | UK66 (1 Wo.)UK | — | Erstveröffentlichung: August 1991                              |
| 1991 | In My Heart Mothers Heaven                      | — | — | — | UK74 (1 Wo.)UK | — | Erstveröffentlichung: Oktober 1991                             |
| 1992 | Alone with You Mothers Heaven                   | — | — | — | UK32 (4 Wo.)UK | — | Erstveröffentlichung: Januar 1992                              |
| 1992 | Tired of Being Alone –                          | — | — | — | UK19 (6 Wo.)UK | — | Erstveröffentlichung: April 1992 Original: Al Green            |
| 1993 | So Called Friend Ricks Road                     | DE92 (4 Wo.)DE | — | — | UK30 (3 Wo.)UK | — | Erstveröffentlichung: September 1993                           |
| 1993 | You Owe It All to Me Ricks Road                 | — | — | — | UK39 (3 Wo.)UK | — | Erstveröffentlichung: Oktober 1993                             |
| 1994 | So in Love With You Ricks Road                  | — | — | — | UK28 (2 Wo.)UK | — | Erstveröffentlichung: Februar 1994                             |
| 1997 | Say What You Want White on Blonde               | DE61 (9 Wo.)DE | — | CH27 (11 Wo.)CH | UK3 Platin · (10 Wo.)UK | — | Erstveröffentlichung: 6. Januar 1997 Verkäufe: + 630.000       |
| 1997 | Halo White on Blonde                            | — | — | — | UK10 Silber · (9 Wo.)UK | — | Erstveröffentlichung: 6. April 1997 Verkäufe: + 200.000        |
| 1997 | Black Eyed Boy White on Blonde                  | DE68 (9 Wo.)DE | — | — | UK5 (6 Wo.)UK | — | Erstveröffentlichung: 28. Juli 1997                            |
| 1997 | Put Your Arms Around Me White on Blonde         | — | — | — | UK10 (8 Wo.)UK | — | Erstveröffentlichung: 23. November 1997                        |
| 1998 | Insane/Say What You Want (All Day, Every Day) – | — | — | CH39 (5 Wo.)CH | UK4 (9 Wo.)UK | — | Erstveröffentlichung: März 1998 feat. Wu-Tang Clan             |
| 1999 | In Our Lifetime The Hush                        | DE68 (9 Wo.)DE | — | CH33 (12 Wo.)CH | UK4 Silber · (11 Wo.)UK | — | Erstveröffentlichung: 19. April 1999 Verkäufe: + 200.000       |
| 1999 | Summer Son The Hush                             | DE3 Gold · (16 Wo.)DE | AT3 (13 Wo.)AT | CH3 (27 Wo.)CH | UK5 Silber · (13 Wo.)UK | — | Erstveröffentlichung: 9. August 1999 Verkäufe: + 725.000       |
| 1999 | When We Are Together The Hush                   | DE71 (9 Wo.)DE | — | — | UK12 (11 Wo.)UK | — | Erstveröffentlichung: November 1999                            |
| 2000 | In Demand The Greatest Hits                     | DE80 (7 Wo.)DE | — | CH49 (9 Wo.)CH | UK6 (13 Wo.)UK | — | Erstveröffentlichung: 2. Oktober 2000                          |
| 2001 | Inner Smile The Greatest Hits                   | DE36 (9 Wo.)DE | AT57 (6 Wo.)AT | CH27 (18 Wo.)CH | UK6 Gold · (10 Wo.)UK | — | Erstveröffentlichung: Januar 2001                              |
| 2001 | I Don’t Want a Lover (2001) The Greatest Hits   | — | — | — | UK16 (5 Wo.)UK | — | Erstveröffentlichung: Juli 2001                                |
| 2003 | Carnival Girl Careful What You Wish For         | DE94 (1 Wo.)DE | — | CH41 (6 Wo.)CH | UK9 (5 Wo.)UK | — | Erstveröffentlichung: 6. Oktober 2003 feat. Kardinal Offishall |
| 2003 | I’ll See It Through Careful What You Wish For   | — | — | — | UK40 (3 Wo.)UK | — | Erstveröffentlichung: 8. Dezember 2003                         |
| 2005 | Getaway Red Book                                | DE59 (6 Wo.)DE | — | CH45 (15 Wo.)CH | UK6 (6 Wo.)UK | — | Erstveröffentlichung: 1. August 2005                           |
| 2005 | Can’t Resist Red Book                           | — | — | CH15 (22 Wo.)CH | UK13 (3 Wo.)UK | — | Erstveröffentlichung: 31. Oktober 2005                         |
| 2006 | Sleep Red Book                                  | — | — | — | UK6 (8 Wo.)UK | — | Erstveröffentlichung: 9. Januar 2006                           |
| 2013 | The Conversation                                | — | — | CH15 (22 Wo.)CH | UK73 (1 Wo.)UK | — | Erstveröffentlichung: 25. März 2013                            |

Weitere Singles
- 1992: Mothers Heaven (Remix)
- 1994: You’ve Got to Live a Little (VÖ nur in Deutschland)
- 1994: Fade Away (VÖ nur in Deutschland)
- 1999: Tell Me the Answer
- 2000: Guitar Song (VÖ nur in Belgien)
- 2006: What About Us
- 2017: Tell That Girl
- 2021: Hi
- 2022: Mr. Haze
- 2023: After All

### Als Gastmusiker
- 1995: I Shall Be Released (Stephan Eicher & Texas)

## Videoalben
| Jahr | Titel       | Höchstplatzierung, Gesamtwochen, AuszeichnungChartplatzierungen (Jahr, Titel, Platzierungen, Wochen, Auszeichnungen, Anmerkungen) | Höchstplatzierung, Gesamtwochen, AuszeichnungChartplatzierungen (Jahr, Titel, Platzierungen, Wochen, Auszeichnungen, Anmerkungen) | Höchstplatzierung, Gesamtwochen, AuszeichnungChartplatzierungen (Jahr, Titel, Platzierungen, Wochen, Auszeichnungen, Anmerkungen) | Höchstplatzierung, Gesamtwochen, AuszeichnungChartplatzierungen (Jahr, Titel, Platzierungen, Wochen, Auszeichnungen, Anmerkungen) | Höchstplatzierung, Gesamtwochen, AuszeichnungChartplatzierungen (Jahr, Titel, Platzierungen, Wochen, Auszeichnungen, Anmerkungen) | Anmerkungen                                   |
| Jahr | Titel       | DE | AT | CH | UK | US | Anmerkungen                                   |
| ---- | ----------- | --- | --- | --- | --- | --- | --------------------------------------------- |
| 2001 | Texas Paris | — | — | — | UK12 Gold · (31 Wo.)UK | — | Erstveröffentlichung: 2001 Verkäufe: + 45.000 |

## Statistik

### Chartauswertung
|                     | DE     | AT    | CH     | UK     | US    |
| ------------------- | ------ | ----- | ------ | ------ | ----- |
| Nummer-eins-Alben   | DE—DE  | AT—AT | CH1CH  | UK3UK  | US—US |
| Top-10-Alben        | DE1DE  | AT1AT | CH7CH  | UK10UK | US—US |
| Alben in den Charts | DE11DE | AT4AT | CH13CH | UK13UK | US1US |

|                       | DE     | AT    | CH     | UK     | US    |
| --------------------- | ------ | ----- | ------ | ------ | ----- |
| Nummer-eins-Singles   | DE—DE  | AT—AT | CH—CH  | UK—UK  | US—US |
| Top-10-Singles        | DE1DE  | AT2AT | CH2CH  | UK13UK | US—US |
| Singles in den Charts | DE12DE | AT3AT | CH11CH | UK28UK | US1US |

|                          | DE    | AT    | CH    | UK    | US    |
| ------------------------ | ----- | ----- | ----- | ----- | ----- |
| Nummer-eins-Videoalben   | DE—DE | AT—AT | CH—CH | UK—UK | US—US |
| Top-10-Videoalben        | DE—DE | AT—AT | CH—CH | UK—UK | US—US |
| Videoalben in den Charts | DE—DE | AT—AT | CH—CH | UK1UK | US—US |

### Auszeichnungen für Musikverkäufe
| Goldene Schallplatte - Australien - 1989: für die Single I Don’t Want a Lover - Belgien - 1999: für die Single Summer Son - Europa (Impala) - 2016: für das Album Texas 25 - Frankreich - 1999: für die Single Summer Son - 2017: für das Album Jump on Board - Neuseeland - 1997: für das Album White on Blonde - Niederlande - 1999: für das Album Southside - 2002: für das Album The Greatest Hits - Norwegen - 1999: für das Album The Hush - Schweden - 1998: für das Album White on Blonde - 1999: für das Album The Hush - Spanien - 1994: für das Album Rick’s Road - 2024: für die Single Say What You Want | 2× Goldene Schallplatte - Frankreich - 1992: für das Album Mother’s Heaven - 1994: für das Album Rick’s Road Platin-Schallplatte - Australien - 1990: für das Album Southside - Belgien - 2000: für das Album The Hush - Dänemark - 2001: für das Album The Greatest Hits - Frankreich - 1990: für das Album Southside - 1997: für das Album White on Blonde - 2000: für das Album The Greatest Hits - 2001: für das Videoalbum Paris Texas - Neuseeland - 1990: für das Album Southside - 2001: für das Album The Greatest Hits - Spanien - 1990: für das Album Southside - 1997: für das Album White on Blonde - 1999: für das Album The Hush | 2× Platin-Schallplatte - Belgien - 2001: für das Album The Greatest Hits - Europa (IFPI) - 1999: für das Album The Hush - Frankreich - 2000: für das Album The Hush - Irland - 1997: für das Album White on Blonde - Spanien - 2000: für das Album The Greatest Hits 3× Platin-Schallplatte - Europa (IFPI) - 2001: für das Album The Greatest Hits - 2003: für das Album White on Blonde 4× Platin-Schallplatte - Irland - 2000: für das Album The Greatest Hits Diamantene Schallplatte - Europa (Impala) - 2016: für das Album The Conversation |

Anmerkung: Auszeichnungen in Ländern aus den Charttabellen bzw. Chartboxen sind in ebendiesen zu finden.
| Land/RegionAuszeichnungen für Musikverkäufe (Land/Region, Auszeichnungen, Verkäufe, Quellen) | Silber     | Gold       | Platin       | Diamant  | Verkäufe    | Quellen                     |
| -------------------------------------------------------------------------------------------- | ---------- | ---------- | ------------ | -------- | ----------- | --------------------------- |
| Australien (ARIA)                                                                            | —          | Gold1      | Platin1      | —        | 105.000     | Einzelnachweise             |
| Belgien (BRMA)                                                                               | —          | Gold1      | 3× Platin3   | —        | 175.000     | ultratop.be                 |
| Dänemark (IFPI)                                                                              | —          | —          | Platin1      | —        | 50.000      | hitlisten.nu                |
| Deutschland (BVMI)                                                                           | —          | 3× Gold3   | —            | —        | 650.000     | musikindustrie.de           |
| Europa (IFPI)                                                                                | —          | —          | 8× Platin8   | —        | (8.000.000) | ifpi.org                    |
| Europa (Impala)                                                                              | —          | Gold1      | —            | Diamant1 | (275.000)   | impalamusic.org             |
| Frankreich (SNEP)                                                                            | —          | 6× Gold6   | 6× Platin6   | —        | 2.220.000   | infodisc.fr snepmusique.com |
| Irland (IRMA)                                                                                | —          | —          | 6× Platin6   | —        | 90.000      | Einzelnachweise             |
| Neuseeland (RMNZ)                                                                            | —          | Gold1      | 2× Platin2   | —        | 42.500      | aotearoamusiccharts.co.nz   |
| Niederlande (NVPI)                                                                           | —          | 2× Gold2   | —            | —        | 90.000      | nvpi.nl                     |
| Norwegen (IFPI)                                                                              | —          | Gold1      | —            | —        | 25.000      | ifpi.no                     |
| Schweden (IFPI)                                                                              | —          | 2× Gold2   | —            | —        | 80.000      | sverigetopplistan.se        |
| Schweiz (IFPI)                                                                               | —          | 2× Gold2   | 5× Platin5   | —        | 295.000     | hitparade.ch                |
| Spanien (Promusicae)                                                                         | —          | 2× Gold2   | 5× Platin5   | —        | 580.000     | elportaldemusica.es ES2     |
| Vereinigtes Königreich (BPI)                                                                 | 8× Silber8 | 6× Gold6   | 16× Platin16 | —        | 6.965.000   | bpi.co.uk                   |
| Insgesamt                                                                                    | 8× Silber8 | 28× Gold28 | 53× Platin53 | Diamant1 |             |                             |